# Mörderhaie greifen an
Mörderhaie greifen an (Originaltitel: Sharks’ Treasure) ist ein US-amerikanischer Spielfilm aus dem Jahr 1975 von und mit Cornel Wilde.

## Handlung
Der junge Abenteurer Ron findet beim Tauchen vor Honduras zufällig auf dem Meeresgrund eine antike Goldmünze der vor 200 Jahren gesunkenen Santa Elena. In der Hoffnung auf mehr Gold kann er den erfahrenen Kapitän Jim Carnahan für die Schatzsuche gewinnen. 
Darüber hinaus werden die ehemaligen Marinetaucher Ben und Larry zur Unterstützung angeheuert. Kurz vor der Abfahrt versucht der Restaurantbesitzer Pablo Jim dazu zu überreden einige Passagiere mit an Bord zu nehmen. Jim lehnt diesen Vorschlag aber ab. Gemeinsam sticht man schließlich in See und nach zwei Wochen der Suche haben sie das Wrack wiedergefunden. Allerdings entpuppen sich die Gewässer als haiverseucht und um nach weiteren Münzen tauchen zu können, müssen sie erst die Haie beseitigen. 
Als dann endlich der Schatz geborgen ist, sorgt eine Gruppe aus dem Gefängnis entflohener Sträflinge unter der Führung des Verbrechers Lobo für Ärger. Die Gruppe, zu der auch Pablo gehört, kapert das Schiff, fesselt die vier Schatzsucher und bedient sich an den Vorräten. Ihren eigentlichen Plan, mit dem Schiff zu fliehen geben sie vorerst auf, als sie den geborgenen Schatz an Bord entdecken. Jetzt zwingen sie die vier zu weiteren Tauchgängen, um noch mehr Wertgegenstände zu bergen. Als Larry nach einem Tauchgang versucht die Pistole an sich zu bringen, wird er in dem darauf folgenden Handgemenge durch einen Messerwurf von Ishi getötet und anschließend durch Lobo über Bord geworfen. Der Kriminelle Juanito wendet sich in der Folge von seinen Kumpanen ab und die drei Schatzsucher können unter seiner Mithilfe einen Verbrecher überwältigen und das Schiff mit einem Schlauchboot verlassen. Doch die Verbrecher nehmen die Verfolgung auf und Lobo verletzt Ben durch einen Schuss. An Land kommt es schließlich zum Showdown. Lobo ertrinkt bei der Verfolgung von Juanito gemeinsam mit ihm in der Brandung, Pablo wird durch Jim erschossen und Kook mit einem Speerwurf durch Ron getötet. Ishi wird von Jim am Leben gelassen und flieht. Schließlich kehren Ron, Jim und der verletzte Ben auf ihr Schiff zurück und schmieden Pläne für eine weitere Schatzsuche.

## Produktionsnotizen
Der Film wurde unter den Titeln The Raging Sea und The Treasure geplant und Ende April 1974 (und damit wenige Tage vor dem Drehstart von Steven Spielbergs Der weiße Hai) auf Bonaire (Niederländische Antillen) begonnen. Die Hai-Sequenzen entstanden im Korallenmeer im Südpazifik. Mörderhaie greifen an feierte seine Filmpremiere am 18. April 1975 in Los Angeles. Die deutsche Erstaufführung fand am 1. Juli 1976 statt.

## Kritiken
Der Movie & Video Guide befand: „Altmodische Abenteuergeschichte“.
Halliwell‘s Film Guide meinte: „Leidlich spannender Action-Humbug“.
„Trotz reizvoller Unterwasser-Aufnahmen ein läppischer Abenteuerfilm“, urteilte das Lexikon des internationalen Films.